# Masaaki Nakagawa
Masaaki Nakagawa (中川 政昭, Nakagawa Masaaki, 1943–2005) byl japonský fotograf aktivní ve 20. století. Jeho fotografie jsou ve sbírce Tokijského muzea fotografie. Jeho díla byla v roce 2019 uvedena na výstavě v Muzeu MIT, Cambridge, Massachusetts.

## Životopis
V jeho umělecké práci převládají černobílé výtvarné snímky zachyující lidské tělo, nebo jeho části, které neobvyklým způsobem nasvětloval a do scény přidával další prvky, jako například rostliny.

## Výstavy
- 2019: The Polaroid Project: At the Intersection of Art and Technology Part I, MIT Museum, Cambridge, Massachusetts, USA[4]